# Боевичи
Боевичи (укр. Боєвичі) — село в Шегининской сельской общине Яворовского района Львовской области Украины.
Население по переписи 2001 года составляло 194 человека. Занимает площадь 0,72 км². Почтовый индекс — 81353. Телефонный код — 3234.